# اوزور ژوژوپبیکوف
اوزور ژوژوپبیکوف (به قرقیزی: Узур Жусупбеков؛ زادهٔ ۱۲ آوریل ۱۹۹۶) کشتی‌گیر فرنگی‌کار تیم ملی قرقیزستان است.
از افتخارات وی می‌توان به کسب مدال برنز بازی‌های آسیایی ۲۰۱۸ و مدال برنز بازی‌های المپیک ۲۰۲۴ پاریس  اشاره کرد. وی سابقه حضور در المپیک ۲۰۲۰ توکیو را دارد.

## فعالیت حرفه‌ای

### المپیک ۲۰۲۴ پاریس
ژوژوپبیکوف در وزن ۹۷ کیلوگرم کشتی فرنگی المپیک ۲۰۲۴ پاریس حاضر بود که در کشتی اول مینداوگاس ونکایتیس از لیتوانی را شکست داد اما در کشتی بعد به محمدهادی ساروی از ایران باخت و با توجه به حضور این کشتی‌گیر در فینال، به دیدار شانس مجدد رفت. او در مرحله شانس مجدد جو راو از آمریکا را شکست داد و به دیدار رده‌بندی رسید. وی در این دیدار محمدعلی جبر از مصر را شکست داد و مدال برنز را بدست آورد.